# Боулз, Эдвард Огастес
Эдвард Огастес Боулз (англ. Edward Augustus Bowles, 14 мая 1865 — 7 мая 1954) — британский ботаник и садовод.

## Биография
Эдвард Огастес Боулз родился 14 мая 1865 года в Мидделтон Хаус, в Энфилде в семье Генри Кэрингтона Боулза Боулза (1830—1918) и Корнелии Кингдом (1831—1911). Имел гугенотское происхождение через прабабушку по материнской линии. Генри Боулз был председателем компании «Нью Ривер», которая до 1904 года контролировала искусственный водовод, протекавший мимо Мидделтон Хаус и доставлявший воду в Лондон из реки Ли.
Через своего старшего брата Генри, который после 1894 года жил в соседнем Форти-Холле, Боулз был двоюродным дядей Эндрю Паркера-Боулза (род. 1939), первая жена которого, Камилла Шанд, стала герцогиней Корнуольской после свадьбы с Чарльзом, принцем Уэльским, в 2005 году.
Боулз провёл большую часть своего детства в Мидделтоне, затем поступил в Джизус-колледж в Кембридже. Хотел стать священником, но семейные обстоятельства, включая смерть брата и сестры от туберкулеза в 1887 году, воспрепятствовали этому; поэтому он остался в Мидделтоне и, по словам одного историка, «посвятил себя общественной работе, живописи и естественной истории, особенно энтомологии».
Боулз полностью преобразил сад в родном Мидделтоне и, совершив несколько поездок в Европу и Северную Африку, привёз домой множество образцов растений. Его коллекционерское рвение было настолько велико, что к началу XX века он выращивал более 130 видов колхикумов и крокусов. Проявлял большой интерес к выносливым кактусам и суккулентам, восхищаясь их «странной красотой» и защитными шипами. Многие зарубежные экспедиции были приурочены к смягчению симптомов сенной лихорадки, причём альпийские или другие горные районы были излюбленными местами для отдыха в конце весны. Наставником Боулза в садоводстве был каноник Генри Николсон Эллакомб (1822—1916), ректор Биттона, написавший ряд книг о садоводстве, в том числе о легендах, связанных с растениями в английской литературе.
В 1918 году, после смерти своего отца, Боулз унаследовал Мидделтон, но поначалу счёл это неоднозначным благом, написав в следующем году своему другу и коллеге-садоводу Уильяму Робинсону, что, имея пожизненную долю в собственности, он не может продать её и, тем не менее, считает свои доходы недостаточными для поддержания её в «прежнем состоянии». В то время он подумывал о том, чтобы превратить Мидделтон в «полудикий сад».
В 1908 году Боулз был избран в Совет Королевского садоводческого общества, на территории которого в Висли, сейчас находится его мемориальный сад. Боулз получил высшую награду общества, Почетную медаль Виктории, в 1916 году и был вице-президентом с 1926 года до самой своей смерти почти тридцать лет спустя.
Эдвард Август Боулз был очень необычным человеком.
Боулз был членом Королевского садоводческого общества.
Эдвард Огастес Боулз умер 7 мая 1954 года.

## Научная деятельность
Эдвард Огастес Боулз специализировался на семенных растениях.

## Почести
В его честь были названы по крайней мере 40 растений.